# Aluin
Aluin es un personaje ficticio que forma parte del legendarium creado por el escritor británico J. R. R. Tolkien y que aparece en los primeros textos escritos sobre este, más concretamente en El libro de los cuentos perdidos. Es un ainu, «el Tiempo», considerado como el más antiguo de todos ellos y que permanece junto a dios supremo Ilúvatar fuera de Eä. 
Aluin aparece solamente nombrado por sus hijos, Danuin, Ranuin y Fanuin, en una de las historias de El libro de los cuentos perdidos, en el capítulo «El ocultamiento de Valinor». Sus hijos trazaron los cursos que siguen los barcos del Sol y de la Luna y con ello sometieron a todas las cosas a las ataduras del tiempo y al cambio. 
J. R. R. Tolkien rechazaría más tarde esta historia para establecer la que aparece en El Silmarillion, donde el tiempo comenzó a transcurrir cuando los ainur entraron por primera vez en Eä.